# Don't Stop the Music
"Don't Stop the Music" je dance-pop pjesma barbadoške pjevačice Rihanne s njenog trećeg studijskog albuma Good Girl Gone Bad. Bila je treći singl s albuma u većem dijelu Europe, drugi singl u Njemačkoj i Španjolskoj i četvrti singl u ostatku svijeta.

## O pjesmi
Pjesma je prvi put puštena na radiju 27. prosinca 2006. u Americi i objavljena 7. rujna 2007. godine u Njemačkoj, a u drugim zemljama malo kasnije. Ima mnogo elektroničkih dance remiksa koje su napravili mnogi europski DJ-evi poput The Wideboys, Boba Sinclara i Jodyja Den Broedera. Pjesmu su napisali Mikkel Storleer Eriksen, Tor Erik Hermansen, Tawanna Dabney, a sadrži isječke iz pjesme "Wanna Be Startin' Somethin'" od Michaela Jacksona. Brza pjesma sadrži istaknute dance karakteristike s utjecajima tehno i house glazbe, a govori o zabavi na plesnom podiju.
Jedna od Rihanninih najbolje prihvaćenih pjesama kod kritičara i najprodavanijih singlova, pjesma je postigla jako velih komercionalni uspjeh u mnogo država. Ušla je u prvih 5 mjesta u 18 država, od kojih je u 11 država završila na 1. mjestu.
Premijera spota za pjesmu "Don't Stop the Music" bila je u emisiji 106 & Park televizije BET 20. srpnja 2007. godine. Spot prikazuje Rihannu kako pjeva i pleše u klubu iza prodavnice slatkiša. Redatelji su mu bili Taj i Rihanna, a to je njen prvi video kod kojeg je bila redatelj zajedno s onim za pjesmu "Disturbia".
Pjesma je nominirana za nagradu Grammy za najbolju dance snimku (Best Dance Recording), ali je izgubila od pjesme "Love Stoned" od Justina Timberlakea. 23. lipnja 2010. objavljeno je da je pjesma digitalno preuzeta više od tri milijuna puta, što je Rihannina treća samostalna pjesma koja je to uspjela.

## Popis pjesama
| EU CD singl (06025 1746679 1) UK CD single (0602517621619) 1. "Don't Stop the Music" (Album Version) - 4:27 2. "Don't Stop the Music" (The Wideboys Club Mix) - 6:37 EU Maxi-CD singl (0602517466760) AU Maxi-CD single (1746676) 1. "Don't Stop the Music" (Album Version) - 4:27 2. "Don't Stop the Music" (The Wideboys Club Mix) - 6:37 3. "Don't Stop the Music" (Instrumental) - 4:18 4. "Don't Stop the Music" (Video) - 3:59 IT 12" vinil (TIME 494) Side A 1. "Don't Stop the Music" (Bob Sinclar Club Mix) - 7:48 2. "Don't Stop the Music" (Bob Sinclar Radio Edit) - 3:27 Side B 1. "Don't Stop the Music" (Jody Den Broeder Big Room Mix) - 10:31 2. "Don't Stop the Music" (Album Version) - 4:27 SAD promotivni CD singl (DEFR 16771-2) 1. "Don't Stop the Music" (Album Version) - 4:27 2. "Don't Stop the Music" (Jody Den Broeder Radio Edit) - 4:22 3. "Don't Stop the Music" (The Wideboys Radio Edit) - 3:10 4. "Don't Stop the Music" (Solitaire's More Drama Edit) - 4:08 5. "Don't Stop the Music" (Jody Den Broeder Big Room Mix) - 10:33 6. "Don't Stop the Music" (The Wideboys Club Mix) - 6:39 7. "Don't Stop the Music" (Solitaire's More Drama Remix) - 8:08 8. "Don't Stop the Music" (Jody Den Broeder Big Room Dub) - 8:34 9. "Don't Stop the Music" (The Wideboys Dub Mix) - 6:44 10. "Don't Stop the Music" (Solitaire's More Drama Dub) - 7:38 | UK promotivni CD singl (DONTSTOPCJ1) 1. "Don't Stop the Music" (Album Version) - 4:27 2. "Don't Stop the Music" (Jody Den Broeder Radio Edit) - 4:22 3. "Don't Stop the Music" (The Wideboys Radio Edit) - 3:10 4. "Don't Stop the Music" (Solitaire's More Drama Edit) - 4:08 5. "Don't Stop the Music" (Jody Den Broeder Big Room Mix) - 10:33 6. "Don't Stop the Music" (The Wideboys Club Mix) - 6:39 7. "Don't Stop the Music" (Solitaire's More Drama Remix) - 8:08 8. "Don't Stop the Music" (Jody Den Broeder Big Room Dub) - 8:34 9. "Don't Stop the Music" (The Wideboys Dub Mix) - 6:44 10. "Don't Stop the Music" (Solitaire's More Drama Dub) - 7:38 UK 2 x 12" promo vinyl (RISTOPVP1) Strana A 1. "Don't Stop the Music" (Jody Den Broeder Big Room Mix) - 10:33 Strana B 1. "Don't Stop the Music" (Jody Den Broeder Big Room Dub) - 8:34 2. "Don't Stop the Music" (Jody Den Broeder Radio Edit) - 4:22 3. "Don't Stop the Music" (Solitaire's More Drama Edit) - 4:08 Strana C 1. "Don't Stop the Music" (Solitaire's More Drama Remix) - 8:08 2. "Don't Stop the Music" (Solitaire's More Drama Dub) - 7:38 Strana D 1. "Don't Stop the Music" (The Wideboys Club Mix) - 6:39 2. "Don't Stop the Music" (The Wideboys Dub Mix) - 6:44 3. "Don't Stop the Music" (The Wideboys Radio Edit) - 3:10 Australski remiksi 1. "Don't Stop The Music" (Album Version) - 4:29 2. "Don't Stop The Music" (Jody den Broeder Radio Edit) - 4:22 3. "Don't Stop The Music" (The Wideboys Radio Edit) - 3:11 4. "Don't Stop The Music" (Solitaire's More Drama Edit) - 4:08 5. "Don't Stop The Music" (Jody den Broeder Big Room Mix) - 10:33 6. "Don't Stop The Music" (The Wideboys Club Mix) - 6:39 7. "Don't Stop The Music" (Solitaire's More Drama Remix) - 8:08 8. "Don't Stop The Music" (Jody den Broeder Big Room Dub) - 8:34 9. "Don't Stop The Music" (The Wideboys Dub Mix) - 6:44 10. "Don't Stop The Music" (Solitaire's More Drama Dub) - 7:38 |

## Top ljestvice
| Top ljestvica (2007.)             | Najviša pozicija |
| --------------------------------- | ---------------- |
| Austrija                          | 1                |
| Belgija (Flandrija)               | 1                |
| Belgija (Valonija)                | 1                |
| Nizozemska                        | 1                |
| Finska                            | 3                |
| Francuska                         | 1                |
| Njemačka                          | 1                |
| Italija                           | 2                |
| Rusija                            | 4                |
| Švicarska                         | 1                |
| SAD Billboard Hot Dance/Club Play | 2                |
| SAD Billboard Pop 100             | 2                |
| Top ljestvica (2008.)             | Najviša pozicija |
| Australija                        | 1                |
| Kanada                            | 2                |
| Češka                             | 2                |
| Danska                            | 4                |
| Mađarka                           | 6                |
| Irska                             | 6                |
| Novi Zeland                       | 3                |
| Norveška                          | 7                |
| Slovačka                          | 2                |
| Švedska                           | 6                |
| Turska                            | 1                |
| Ujedinjeno Kraljevstvo            | 4                |
| SAD Billboard Hot 100             | 3                |
| Top ljestvica (2009.)             | Najviša pozicija |
| Rumunjska                         | 7                |
| Španjolska                        | 7                |

| Top ljestvica (2007.)             | Pozicija |
| --------------------------------- | -------- |
| Austrija                          | 15       |
| Belgija (Flandrija)               | 14       |
| Belgija (Valonija)                | 39       |
| Francuska                         | 12       |
| Njemačka                          | 12       |
| Švicarska                         | 10       |
| Godišnja ljestvica (2008.)        | Pozicija |
| Australija                        | 12       |
| Belgija (Flandrija) Singles Chart | 4        |
| Belgija (Valonija)                | 2        |
| Njemačka                          | 38       |
| Španjolska                        | 1        |
| Švicarska                         | 20       |
| Ujedinjeno Kraljevstvo            | 24       |

| Država                 | Certifikacija |
| ---------------------- | ------------- |
| Australija             | platinasta    |
| Belgija                | platinasta    |
| Brazil                 | platinasta    |
| Nizozemska             | platinasta    |
| Njemačka               | zlatna        |
| Španjolska             | 6× platinasta |
| Ujedinjeno Kraljevstvo | srebrna       |
| SAD                    | 2× platinasta |